# اکبر داناسرشت
اکبر داناسرشت (زادهٔ ۱۲۹۰ در تهران - درگذشتهٔ ۱۳۶۸ در تهران) نویسنده، مترجم و قاضی اهل ایران بود. عمدهٔ شهرت وی به دلیل ترجمهٔ آثار الباقیه عن القرون الخالیه اثر ابوریحان بیرونی است.